# Europska Formula 2 – sezona 1974.
| Europska Formula 2 1974. | Europska Formula 2 1974.      |
| ------------------------ | ----------------------------- |
| Prvak                    | Patrick Depailler (March-BMW) |
| Prethodna sezona         | Sljedeća sezona               |
| 1973.                    | 1975.                         |
| Formula 1 – sezona 1974. |                               |

Europska Formula 2 - sezona 1974. je bila 8. sezona Europske Formule 2. Naslov prvaka osvojio je Patrick Depailler u bolidu March-BMW za momčad March Engineering.

## Poredak
| Mjesto | Vozač                    | Bodovi |
| ------ | ------------------------ | ------ |
| 1.     | Patrick Depailler        | 54     |
| 2.     | Hans-Joachim Stuck       | 43     |
| 3.     | Jacques Laffite          | 31     |
| 4.     | Jean-Pierre Jabouille    | 20     |
| 5.     | David Purley             | 13     |
| 6.     | Michel Leclère           | 12     |
| 7.     | Patrick Tambay           | 11     |
| 8.     | Gabriele Serblin         | 10     |
| 9.     | Tom Pryce                | 9      |
| 10.    | Andy Sutcliffe           | 7      |
| 11.    | John Watson              | 6      |
| 12.    | Jean-Pierre Paoli        | 6      |
| 13.    | Jacques Coulon           | 5      |
| 14.    | José Dolhem              | 4      |
| 15.    | Masami Kuwashima         | 4      |
| 16.    | Maurizio Flammini        | 2      |
| 17.    | Giancarlo Martini        | 2      |
| 18.    | Alain Cudini             | 2      |
| 19.    | Torsten Palm             | 2      |
| 20.    | Duilio Truffo            | 2      |
| 21.    | Alessandro Pesenti-Rossi | 2      |
| 22.    | Bertil Roos              | 1      |
| 23.    | Brian Henton             | 1      |
| 24.    | Cosimo Turizio           | 1      |
| Mjesto | Vozač                    | Bodovi |